# 让·勒杜
让·勒杜（法語：Jean Ledoux，1935年4月25日—2019年1月30日），法国男子赛艇运动员。他曾代表法国参加世界赛艇锦标赛，获得一枚银牌。他也曾参加1960年夏季奥林匹克运动会。